# Каменецкий, Гирш Мордухович
Гирш Мордухович Каменецкий (1895—1957) — еврейский поэт, переводчик. Писал на идише.

## Биография
Получил традиционное еврейское религиозное образование в хедере и иешиве. Работал парикмахером в Борисове. Учился в БГУ (1928—1930). В 1937—1941 ответственный секретарь еврейской секции СП БССР, в 1948—1949 редактор художественной литературы Государственного издательства БССР. В 1941-45 жил в Бугуруслане. Печатался с 1924. После войны, работал ред. в гос. изд-ве Белоруссии, выпустил в 1948 сб. стих. «Штаркэр фун айзн» («Сильнее железа»). В 1949 был репрессирован, провёл 7 лет в сибирской ссылке. Перевёл на идиш роман Б. Ясенского «Человек меняет кожу», повесть М. Горького «Детство».

## Сочинения
- «Мит глайхе вэгн» («Прямыми дорогами», 1934)
- «Лидэр» («Стихи», 1938)
- «А баштэлунг аф югнт» («Заказ на молодость», 1940)
- «Штаркер фун айзн» («Сильнее железа», 1948)